# ゼロエミッション車

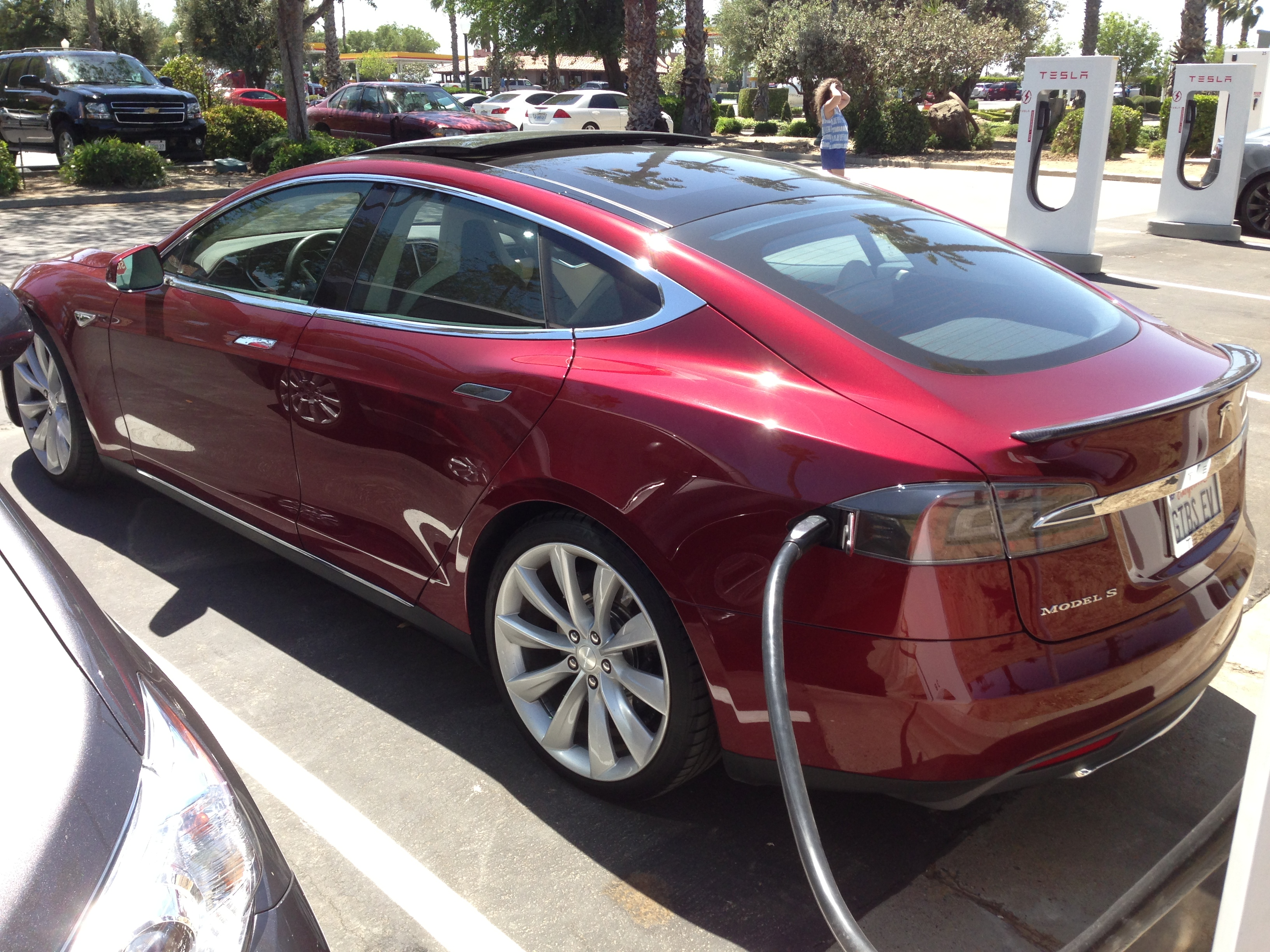
電気自動車 "テスラモデルS" は、2013年の"ワールドグリーンオブザイヤー"を受賞したゼロエミッション車(ZEV)である。

ゼロエミッション車（ゼロエミッションしゃ、英語: zero emission vehicle 略語:ZEV）とは、搭載された動力源から健康および環境に有害な二酸化炭素(CO2)や窒素酸化物(NOx)、一酸化炭素(CO)、炭化水素(HC)、粒子状物質(PM)などの大気汚染物質や温室効果ガスを含む排出ガスが発生しない車両である。電気自動車(EV)や燃料電池車(FCV)、電動自転車、ソープボックスなどが該当する。
ハイブリッド車(HEV)、プラグインハイブリッド車(PHEV)は排出ガスがあるためゼロエミッション車には含まれない。

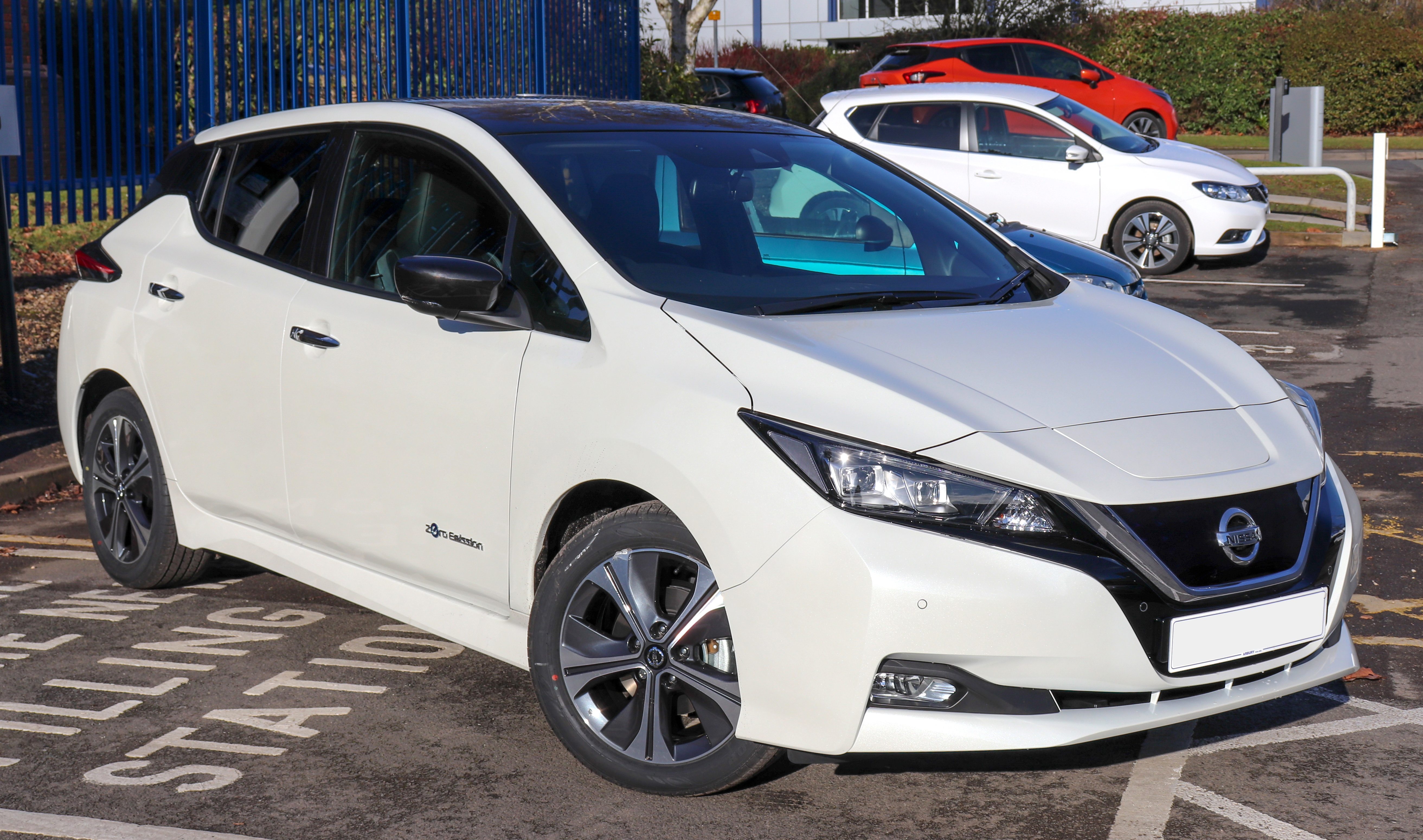
日産・リーフ 電気自動車

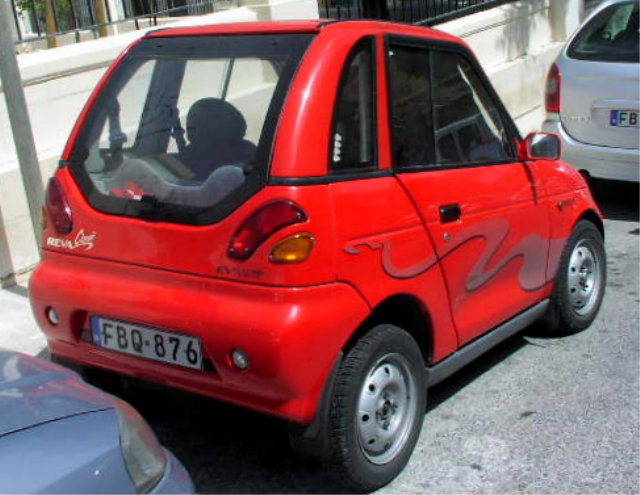
インドの REVA 電気自動車は、ゼロエミッション車(ZEV)販売 インド、欧州の数カ国、コスタリカ向けに販売

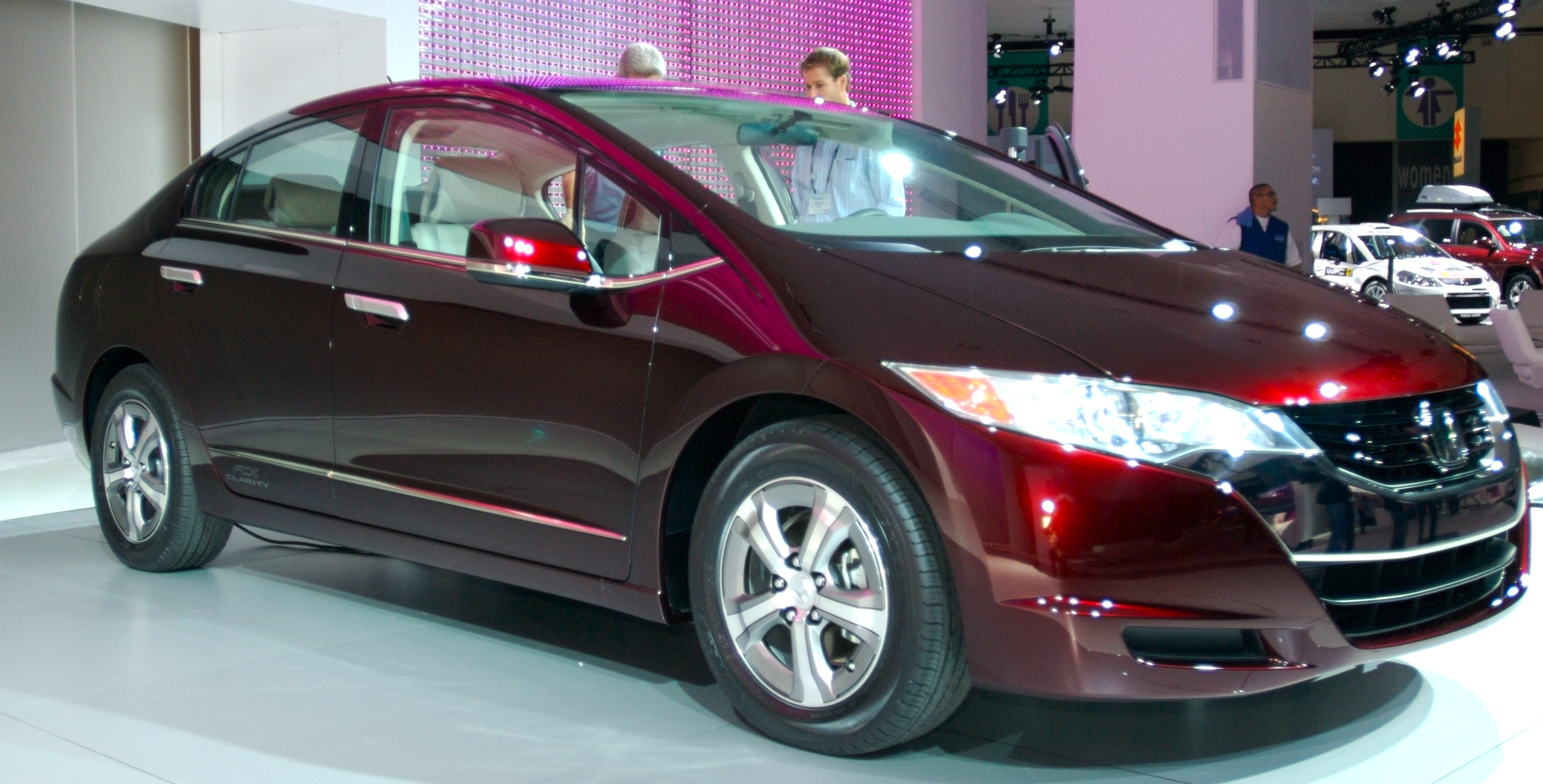
Honda FCXクラリティは、2008年に始まった、 水素燃料電池車 のZEV基準に準拠する。 日本と、米国（ロサンゼルス)でリース販売

## ZEV規制

### 規制強化の動き
ZEV規制(英語:zero emission vehicle requirement)は、1990年にカリフォルニア州大気資源局が施行した、カリフォルニア州内で一定台数以上を販売する自動車メーカーに対し、ZEVを一定比率以上販売することを義務付ける制度。
規制値は年を追う毎に厳しくなっており、2018年現在ZEV販売比率が16%となり、クリアする対象車は電気自動車(EV)と燃料電池車(FCV)、そしてプラグインハイブリッド車(PHV)となる。加えて、同州内で2017年に6万台以上のクルマを販売した12社が対象になり、日本のメーカーではトヨタ自動車、日産自動車、ホンダ、マツダの4社が対象となっている。
同規制を導入している州は2019年11月現在、カリフォルニア州の他、アリゾナ、マサチューセッツ、ニューヨーク、オレゴン、メリーランドなど10州にのぼる。
また、欧州のイギリス、フランスは2040年までに、インドは2030年までに乗用車・バンの新車の販売をZEVに限定し、ガソリン・ディーゼルなどの内燃機関を搭載した車両の新車販売を禁止することを表明している。

### 規制取り消しの動き
2025年6月12日、ドナルド・トランプ大統領は、カリフォルニア州におけるゼロエミッション車の販売義務を取り消す共同決議に署名、即日発効した。取り消しの根拠として、大気は州をまたぐ性質を有するため「州ごとに自動車規制をばらばらに制定することは現実的ではない」ことなどを挙げた。

## Accelerating To Zero Coalition
COP27にて、新車の100%ゼロエミッション車化を主要市場で2035年、世界全体で2040年とするイニシアチブAccelerating To Zero Coalitionが発足した。
2023年1月現在の署名国は、オーストリア、アゼルバイジャン、ベルギー、カナダ、カーボベルデ、チリ、クロアチア、キプロスデンマーク、エルサルバドル、フィンランド、フランス、ギリシャ、アイスランド、アイルランド、イスラエル、リヒテンシュタイン、リトアニア、ルクセンブルク、マルタ、オランダ、ニュージーランド、ノルウェー、ポーランド、スロベニア、スペイン、スウェーデン、バチカン市国、イギリス、ウルグアイ、アルメニア、ドミニカ共和国、ガーナ、インド、ケニア、メキシコ、モロッコ、パラグアイ、ルワンダトルコ、ウクライナ。ゼネラルモーターズ、ジャガーランドローバー、メルセデス・ベンツ、ボルボなどの自動車メーカーも署名している。

### 各国のZEV規制状況
| 国名・地域               | 規制年 | ガソリン・ディーゼル | PHV  |
| ------------------------ | ------ | -------------------- | ---- |
| フランス                 | 2040   | 規制                 | 規制 |
| イギリス                 | 2040   | 規制                 | 規制 |
| スコットランド           | 2032   | 規制                 |      |
| インド                   | 2030   | 規制                 | 規制 |
| 米国カリフォルニア州     | 2018   | 規制                 |      |
| ベルギー・ブリュッセル   | 2030   | 規制                 | 規制 |
| オランダ・アムステルダム | 2030   | 規制                 | 規制 |